# СД Глория (Добрич)
| ← | 1925 – 1947 | → |

Спортно дружество Глория Венера ЧФР (рум.: Società Sportivà Gloria „Venera“ CFR), по-известен просто като „Глория“ или с българското си име „Слава“ е футболен клуб, основан през 1925 г. в гр. Добрич (тогава в Кралство Румъния) по време на румънската окупация на града.
След преобразувания и сливания с други отбори се реформира в днешния ПФК Добруджа. Един от най-успешните спортни дружества в ранната история на футбола в града. По-късно отборът е познат и с имената „Левски“ (1941 – 1945) и „Спартак“ (1945 – 1947).

## История на дружеството

### В Румъния
След като румънските власти закриват принудително футболният отбор на българите в гр. Добрич СД „Стрела“, част от членовете му основават на 16 септември 1925 г. ново дружество – СД „Глория“, известен още и с българското си име „Слава“. Предполага се, че отборът е трябвало да бъде представителен за града, поради което сред имотите му се включват база край гр. Каварна и спортната зала „Сплендит“ в Добрич, в които то развива и други спортове. Отборът играе с фланелки в бяло и черно, черни гащета и черно-бели чорапи.
Тимът се оказва изключително успешен и в първите 11 срещи след създаването си печели 10. Единствената загуба му нанаса „Венус“ (Калъраш) с 2:4. Сред победените тимове са отбори от Силистра, Кюстенджа, Меджидия.
До 1929 г. Добруджа все още не е включена административно в румънското футболна първенство и по тази причина преди 1930 г. отборът играе предимно в приятелски срещи. Той обаче се включва и в неофициалното първенство на Добрич. Така още с първото си участие, на 23 юни 1925 г. „Глория“ побеждава отбора на добричките арменци „Хоменантмен“ с 3:0 и получава званието Шампион на Добрич. Пълната хегемония на Глория в Добрич и областта продължават до 1928 г., когато част от футболистите със социалистически убеждения преминават в СД „Вихър“, което вече се намира под партийно влияние. Оттук нататък следва силното противопоставяне на двата отбора за надощие. В края на 1927 глорианци побеждават „Вихър“ с 3:5. А на 22 април 1928 г. и дублиращия отбор на румънски отбор „Венус“ (Кюстенджа) със същия резултат. През същата година Вихър успява на два пъти да победи „Глория“ с 2:1 и 1:0, но губи следващите си два мача срещу другия добрички отбор с по 1:2. Впоследствие „Глория“ печели мачовете си и срещу кюстендженските отбори „Елпис“ и „Венус“, респективно с 4:2 и 3:2. През 1929 г. „Глория“ отново спечелва неофициалния шампионат на Добрич. На 1 септември същата година дружеството провежда първата си международна среща със СК „Тича“ (Варна), който губи с 1:2.
След създаването на Добричката спортна област през 1929 г. се регламентира и официално първенство на града, победителят в което има право да се състезава с останалите първенци на градовете от областта, а шампионът от това второ ниво представя областта на национално ниво. Глория достига титлата през 1932, 1934 и 1936 г. През 1931 г. играе финал в турнира, но губи от Вихър с 1:2 след оспорван мач.
През 1930 г. Глория получава покана за международен мач от софийския Левски. На 28 октомври същата година отборът от Добрич гостува в българската столица, където губи с 2:1 след оспорван мач и късен втори гол на Левски. На 16 август следващата година отборите си организират втори мач в Добрич, който завършва 1:8 за Левски. До 2002 г., когато ПФК Добруджа губи от Локомотив (Пловдив) с 1:9, това е най-тежко поръжения на добрички клуб в историята на местния футбол.
През 1933 г. отборът играе в няколко контолни мача срещу отбори от Букурещ, в които побеждава Униря Трикольор с 3:2, завършва на равно със Спортул Студенцеск и губи от Турда с 1:3. На 29 юли 1934 г. завършва наравно 2:2 в международна среща с Атлетик-Слава '23, играна в Добрич, след като по-рано губи от същия отбор в София с 1:6.
Като шампион на Добрич за 1936 г. Глория участва в сезон 1936 – 1937 в серия II на Южна лига, дивизия C в Румънското първенство по футбол. Отборът има 2 победи, 1 ревен и 1 загуба преди да се откаже поради липса на средства. Същото се случва и през сезон 1937 – 1938, който последен се провежда преди началото на Втората световна война.

#### Националните купи на Румъния „Григоре Брезяну“ и „Тилеа“
Най-големият успех за футболистите на „Глория“ през румънския период на отбора е триумфът им в турнира за националната купа на Румъния „Григоре Брезяну“, която печелят в сборния тим на Добрич, заедно със състезатели и от конкуретния тим „Вихър“. Под наставленията на старши треньора Блашнек (бивш футболист на букурещките отбори Макаби и Ювентус) добричлии отстраняват сборните отбори на Силистра (завършил 5:0 за Добрич), Кюстенджа и Къмпина. На финала срещат отбора на Букурещ. Срещата се играе на 3 септември 1934 г. в Добрич. В състава на тима от столицата присъстват имената на пет румънски национали и победата му била толкова сигурна, че купата не била донесана в Добрич, а останала в Букурещ. Още в първата минута обаче добричлии повеждат в резултата (П. Опълченов), а в четвъртата минута удвояват резултата (М. Шиби). В 38' минута отборът на Добрич бележи отново с гол на Никола Рубчев за 3:0, а към края на първото полувреме румънският отбор намалява резултата на 3:1. През второто полувреме те успяват да стигнат до втори гол, който формира крайният резултат на мача. Така на 20 септември същата година в Добрич е донесена масивната национална купа на Румъния „Георге Брезяну“, изработена от злато и сребро, на стойност 40 000 румънски леи. Това остава най-големият успех на местния футбол в цялата му история и прави ФК Добруджа (Добрич) като наследник на отборите Глория и Вихър, съставлявали сборния отбор, единствения български тим, печелил национална купа на чужда държава.
На 27 септември 1938 г. юношите на двата отбора също формират сборен отбор на града и побеждават на финала сборния младежки тим на Букурещ с 1:2 в румънската столица и печели националната купа за младежи на Румъния „Тиля“.

#### Дейност извън футбола
Въпреки че акцент на дружеството е футбола, то прави опити да развие спортната си дейност и в други насоки като бокс, тенис, крокет, лека атлетика, баскетбол и колоездене. За целта били закупени различни спортни стоки като боксови ръкавици и круши, топки, гири и пр. Това допринася много за популяризирането на спорта в града.
Най-голям успех сред тези начинания постига колоездачното крило на „глорианци“. На 29 юли 1926 г. дружеството организира първото си състезание по колоездене по маршрута Добрич – Баладжа и обратно. В него взели участие четирима спортисти от „Глория“, двама от СД „Стрела“ (Силистра) и един от армеското спортно дружество „Хоменатмен“ (Добрич). Първите три места били заети от „глорианци“. Двадесет дни по-късно се провело вътрешно състезание между членовете на дружеството, което имало за цел да определи победителя като „Знаменосец на клуба“. През 1927 г. „Глория“ изпраща двама от колоездачите си на националното румънско състезание „Букурещ – Плоещ – Букурещ“. Един от тях – Кирил Петров завършва 10-и от 70 участници.
Дружеството се занимава и с различна културно-просветна дейност. Редовно били изнасяни беседи посветени на спорта в други страни и съвременната посока на развитието му. Били организирани също балове, танци и забави. През 1927 г. „Глория“ организира и клубове по модерни танци и автомобилизъм.
През 1930 г. към дружеството се създава и шахматна сексция, а пъровото състезание, отганизирано от „глорианци“ стартира на 8 април следващата година с участието на 16 играчи.
През 1933 г. дружеството формира мъжки и дамски волейболен отбор, но играта не привлича достатъчно привърженици. През следващата 1934 г. „Глория“ организира и своя секция за пинг-понг и състезание в този нов за града спорт. Интересът към този спорт обаче също е твърде малък.

### В България
През 1940 г. Южна Добруджа се връща в Царство България вследствие на Крайовската спогодба. Така от румънското футболно първенство Глория попада в българското. В чест на освобождението на града на 6 октомври добричките отбори учстват в спортен парад в София, където екзарх Стефан официално обявява новите им имена. Глория приема името „Левски“, а Вихър – „Цар Борис III“. През 1941 г. е учредена Добруджанската спортна област и по този начин клуба е включен в българското държавно първенство по футбол. През 1942 г. „Глория“, вече като „Левски“, става първият шампион на Добрич в българския вариант на турнира и получава правото да представлява града в държавното първенство в сезон 1943.. Победата си отборът извоюва след като на финала побеждава „Цар Борис III“ с 2:0 и 0:3 в реванша. В борбата за националната титла „Левски“ побеждава „Хан Омуртаг“ (Шумен) с 1:6, но е отстранен от турнира от следващия си опонент – ЖСК (Русе) след два мач завършили с по 2:4.
През 1943 г. Добричката спортна област учредява регионален турнир „Купа на генерал Иван Колев“ на името на българския военен деец от Първата световна война. В надпреварата се включват четирите към този момент добрички отбора. В оървите си мачаве „Левски“ побеждава „Славия“ (Добрич) с 0:6, а „Цар Борис III“ – „Победа“ с 0:3. Финалната среща е на 6 май 1943 г. В нея „Левски“ побеждава „Цар Борис III“ с 1:0 и печели купата.
Същата година „Левски“ отново става шампион на Добрич и запазва правото си да участва в държавното първенство за следващия сезон. Отборът привлича нови футболисти от различни клубове в страната и нов треньор от софийския „Футбол Клуб 13“. Първият опонент на клуба е силният тогава отбор на Шипченски сокол (Варна). Срещата в Добрич завършва 2:1 за „Левски“, а тази във Варна 2:1 за „Шипченски сокол“. Предстои трети мач, който да определи крайни победител, но той така и не се състои, защото първенството не присъства поради комунистическия преврат в България.
През 1945 г. „Левски“ се преименува на „Спартак“ и завършва втори в първенството на Добрич, а на следващата година печели първото околийско първенство на Добричка околия. В първия кръг на държавното първенство се сблъсква срещу финалистът за Купата на съветската армия ФК Стамо Костов (Попово) и губи като гост 0:1, отпадайки от надпреварата.
Под името „Спартак“, „Глория“ има едно участие в турнира Купа на съветската армия. На 1/8 финала през сезон 1946 – 1947 отсранява Тича-Владислав '45, а на 1/4 финала завършва 1:1 с ФК Локомотив (Русе), но губи в реванша с 0:1 и отпада от турнира.
През 1947 г. заедно с възвърналия старото си име през 1945 г. „Вихър“ се обединяват под името „Добруджа“.